# 1998年9月6日月食
1998年9月6日月食为一次在协调世界时1998年9月6日出現的半影月食。該次月食半影食分為0.837、全影食分為-0.149。

## 概述
這次月食的食分是23.02。

## 基本參數
- 類型：半影月食
- 食甚資料：
  - 日期：1998年9月6日
  - 時間：11:10
  - 月球位置：赤經23.02度、赤緯-7.5度
  - 食分：半影食分：0.837、全影食分：-0.149

## 外部連結
- NASA月食專頁（页面存档备份，存于）（英文）